# Praia do Meio
Praia do Meio est une plage urbaine de la municipalité de Florianópolis, au Brésil. Elle se situe dans la partie continentale de la municipalité, dans le quartier de Coqueiros. Elle donne sur la baie Sud.
Du fait de sa situation en centre ville, la baignade est déconseillée sur cette plage.  